# Istituzioni dell'Unione europea

Grafico alternativo del sistema politico. I sette organi dell'Unione sono in blu, elementi nazionali / intergovernativi in arancione.

Le istituzioni dell'Unione europea sono sette: il Parlamento europeo, il Consiglio europeo, il Consiglio dell'Unione europea, la Commissione europea, la Corte di giustizia dell'Unione europea, la Banca centrale europea e la Corte dei conti europea.

## Storia

### La nascita dellaComunità economica europea
La maggior parte delle istituzioni dell'UE è stata creata con l'istituzione della Comunità economica europea nel 1958. Da allora molti cambiamenti sono avvenuti con l'intenzione di spostare l'equilibrio di potere lontano dal Consiglio e verso il Parlamento. Il ruolo della Commissione è stato spesso quello di mediare tra i due o ribaltare l'equilibrio. Tuttavia, la Commissione sta diventando più responsabile nei confronti del Parlamento: nel 1999 ha costretto le dimissioni della Commissione Santer e ha costretto un rimpasto della proposta Commissione Barroso nel 2004. Lo sviluppo delle istituzioni, con cambiamenti incrementali rispetto ai trattati e agli accordi, testimonia l'evoluzione delle strutture dell'Unione senza un chiaro "piano generale". Alcuni come Tom Reid del Washington Post hanno affermato che "nessuno avrebbe deliberatamente progettato un governo così complesso e ridondante come l'UE".

### Le innovazioni del trattato di Parigi del 1951
Le prime istituzioni furono create all'inizio degli anni '50 con la creazione della CECA, sulla base della dichiarazione Schuman, tra sei stati. La CECA è stata progettata per portare i mercati del carbone e dell'acciaio, i materiali necessari per condurre la guerra, sotto il controllo di un'autorità sovranazionale con l'obiettivo di incoraggiare la pace e lo sviluppo economico. Ha fondato le prime istituzioni. Al suo centro c'era un dirigente indipendente chiamato "Alta autorità" con poteri sovranazionali sulla Comunità. Le leggi emanate dall'Autorità sarebbero state osservate da una Corte di giustizia al fine di garantire che fossero rispettate e arbitrate.
Durante i negoziati, due istituzioni di vigilanza sono state avanzate per controbilanciare il potere dell'Alta Autorità. L'Assemblea comune proposta da Jean Monnet per fungere da monitor, contrappeso e aggiungere legittimità democratica era composta da 78 parlamentari nazionali. Il secondo era il Consiglio dei ministri, spinto anche dagli Stati più piccoli ad aggiungere un elemento intergovernativo e ad armonizzare le politiche nazionali con quelle dell'autorità.

### I trattati di Roma del 1957
Nel 1957 i trattati di Roma istituirono due comunità simili, creando un mercato comune (Comunità economica europea) e promuovendo la cooperazione in materia di energia atomica (Euratom). Le tre istituzioni condividevano la Corte di giustizia e il Parlamento, tuttavia disponevano di un Consiglio e di un'alta autorità separati, che in queste Comunità venivano chiamati la Commissione. La ragione di ciò è la diversa relazione tra la Commissione e il Consiglio. All'epoca il governo francese era diffidente nei confronti della sovranazionale e voleva limitare i poteri dell'Alta Autorità nelle nuove Comunità, conferendo al Consiglio un ruolo maggiore nel controllo dell'esecutivo.
Le tre comunità furono in seguito unite nel 1967, con il Trattato di fusione, nelle Comunità europee. Le istituzioni sono state trasferite dalla Comunità economica europea (rendendo la Commissione di quella comunità l'antenata diretta dell'attuale Commissione). Ai sensi dei trattati di Roma, l'Assemblea comune (che si ribattezzò Assemblea parlamentare, e quindi Parlamento europeo) avrebbe dovuto essere eletta. Tuttavia, ciò è stato ritardato dal Consiglio fino al 1979. Da allora ha guadagnato più poteri attraverso trattati successivi. Il trattato di Maastricht ha inoltre conferito ulteriori poteri al Consiglio, conferendogli un ruolo chiave nei due nuovi pilastri dell'UE basati su principi intergovernativi.

### Il trattato di Lisbona del 2009
Il trattato di Lisbona del 2009 ha portato quasi tutti i settori (incluso il bilancio) nell'ambito della procedura di codecisione (ribattezzata "procedura legislativa ordinaria"), aumentando così il potere del Parlamento. Anche le regole per la distribuzione dei seggi in parlamento sono state modificate in un sistema di formula. L'alto rappresentante si è unito al Commissario europeo per le relazioni esterne ed è entrato a far parte della Commissione. La nomina del presidente della Commissione dipende dalle ultime elezioni europee. Il Consiglio dei ministri ha adottato il voto a maggioranza qualificata e il Consiglio europeo è stato costituito come un'istituzione distinta con un proprio presidente permanente. La Corte di giustizia ha avuto alcune ridenominazioni e adeguamenti minori. Inoltre, la banca centrale è diventata un'istituzione completa.

## Panoramica
| Consiglio europeo - Fornisce slancio e direzione - | | Consiglio dell'Unione europea - Potere legislativo - | | Parlamento europeo - Potere legislativo - |  | Commissione europea - Potere esecutivo - |  |  |
| Members of the European Council 2011 | Council of the EU and European Council meeting room in the Europa building | European Parliament | European Commission building |                                           |  |                                          |  |  |
| - vertice dei capi di Stato o del governo, del presidente del Consiglio europeo e del presidente della Commissione europea. - dà l'impulso politico necessario per lo sviluppo dell'Unione e fissa i suoi obiettivi e priorità generali - non ha potere legislativo - ha sede a Bruxelles | - composto da ventisette ministri nazionali (uno per stato) - noto informalmente come il "Consiglio dei ministri" o semplicemente "il Consiglio" - agisce insieme al Parlamento come legislatore - condivide con il Parlamento il potere di bilancio - assicura il coordinamento dell'ampia politica economica e sociale e stabilisce linee guida per la Politica estera e di sicurezza comune (PESC) - conclude accordi internazionali - ha sede a Bruxelles | - agisce insieme al Consiglio (dell'Unione europea) come legislatore - condivide con il Consiglio (dell'Unione europea) il potere di bilancio - esercita il controllo democratico sulle istituzioni, compresa la Commissione europea, e approva i membri della Commissione - con sede e sessioni plenarie a Strasburgo, si riunisce principalmente a Bruxelles | - è il potere esecutivo - presenta proposte di nuova legislazione al Parlamento e al Consiglio (dell'Unione europea) - attua politiche - amministra il bilancio - garantisce il rispetto della legge europea ("custode dei trattati") - negozia accordi internazionali - ha sede a Bruxelles |                                           |  |                                          |  |  |
| | | | |                                           |  |                                          |  |  |

| | Corte di giustizia dell'Unione europea - Potere giudiziario - |                                                                        | Banca centrale europea - Banca centrale - |  | Corte dei conti europea - Revisione contabile - |  |
| ECJ room | European Central Bank | ECA building                                                           |                                           |  |                                                 |  |
| - garantisce l'applicazione e l'interpretazione uniformi del diritto europeo - ha il potere di decidere le controversie legali tra Stati membri, istituzioni, imprese e privati - ha sede a Lussemburgo | - costituisce insieme alle banche centrali nazionali il Sistema europeo di banche centrali e determina quindi la politica monetaria della zona euro - assicura la stabilità dei prezzi nella zona euro controllando l'offerta di moneta - ha sede a Francoforte sul Meno | - verifica la corretta esecuzione del bilancio - ha sede a Lussemburgo |                                           |  |                                                 |  |

Esse sono, come indicato all'articolo 13 del trattato sull'Unione europea:
- il Parlamento europeo,
- il Consiglio europeo (dei capi di governo),
- il Consiglio dell'Unione europea (dei Ministri nazionali, un Consiglio per ogni area di responsabilità),
- la Commissione europea,
- la Corte di giustizia dell'Unione europea,
- la Banca centrale europea
- la Corte dei conti europea.[13]

## Elenco
Vi sono tre istituzioni politiche che detengono il potere esecutivo e legislativo dell'Unione. Il Consiglio dell'Unione europea rappresenta i governi, il Parlamento rappresenta i cittadini e la Commissione rappresenta l'interesse europeo. In sostanza, il Consiglio dell'Unione europea, il Parlamento o un'altra parte presentano una richiesta di legislazione alla Commissione. La Commissione quindi lo redige e lo presenta al Parlamento e al Consiglio dell'Unione europea, dove nella maggior parte dei casi entrambi devono dare il proprio parere conforme. Sebbene l'esatta natura di ciò dipenda dalla procedura legislativa in uso, una volta approvata e firmata da entrambi gli organi, diventa legge. Il dovere della Commissione è quello di garantire che sia attuato trattando la gestione quotidiana dell'Unione e portando gli altri in tribunale in caso di mancato rispetto.

### Parlamento europeo
Il Parlamento europeo (PE) condivide l'autorità legislativa e di bilancio dell'Unione con il Consiglio dell'Unione europea (dei pertinenti ministri del governo nazionale). I suoi 720 membri vengono eletti ogni cinque anni a suffragio universale e siedono secondo fedeltà politica. Rappresentano quasi 500 milioni di cittadini (il secondo più grande elettorato democratico del mondo) e formano l'unico organo eletto direttamente nell'Unione. Pur costituendo una delle due camere legislative dell'Unione, ha poteri più deboli del Consiglio in alcune aree sensibili e non ha iniziativa legislativa. Tuttavia, ha poteri sulla Commissione che il Consiglio non ha. È stato detto che la sua natura democratica e i suoi poteri crescenti l'hanno resa una delle legislature più potenti del mondo. È stato detto anche il contrario, ovvero che il Parlamento ha poteri così limitati rispetto alle altre istituzioni in primis la Bce che ne compromettono la sua funzione democratica.
La Presidente del Parlamento è Roberta Metsola (Partito Popolare Europeo), che è stata eletta tra i membri del Parlamento nel 2024 in sostituzione dello scomparso David Sassoli.

### Consiglio europeo
Il Consiglio europeo è il gruppo di capi di stato o del governo degli Stati membri dell'UE. Si riunisce quattro volte l'anno per definire l'agenda politica dell'Unione e dare impulso all'integrazione. Il presidente del Consiglio europeo è il responsabile della presidenza e dell'avanzamento dei lavori dell'istituzione, che è stata descritta come il più alto organo politico dell'Unione europea.
L'attuale presidente è  (António Costa dal 16 luglio 2024). 

### Consiglio dell'Unione europea
Il Consiglio dell'Unione europea (noto informalmente come Consiglio dei Ministri o solo Consiglio) è un organo che possiede poteri legislativi e alcuni poteri esecutivi limitati ed è quindi il principale organo decisionale dell'Unione. La sua presidenza ruota tra gli stati ogni sei mesi, ma ogni tre presidenze ora cooperano su un programma comune. Questo organo è separato dal Consiglio europeo, che è un organo simile, ma è composto da capi di stato nazionali.
Il Consiglio è composto da ventisette ministri nazionali (uno per stato). Tuttavia, il Consiglio si riunisce in varie forme a seconda dell'argomento. Ad esempio, se si discute dell'agricoltura, il Consiglio sarà composto da ciascun ministro nazionale dell'agricoltura. Rappresentano i loro governi e sono responsabili nei confronti dei loro sistemi politici nazionali. I voti sono presi a maggioranza o all'unanimità con voti assegnati in base alla popolazione. In queste varie forme condividono il potere legislativo e di bilancio del Parlamento e guidano anche la politica estera e di sicurezza comune.
Da gennaio 2022 la presidenza di turno spetta alla Francia.

### Commissione europea
La Commissione europea (CE) è il braccio esecutivo dell'Unione. È un organo composto da un incaricato per ciascuno stato, attualmente ventisette, ma è progettato per essere indipendente dagli interessi nazionali. L'organismo è responsabile della stesura di tutta la legge dell'Unione europea e ha la capacità di proporre nuove leggi (disegni di legge). Si occupa anche della gestione quotidiana dell'Unione e ha il dovere di far rispettare la legge e i trattati (in questo ruolo è noto come "Guardiano dei trattati").
La Commissione è guidata da un presidente nominato dal Consiglio (in pratica il Consiglio europeo) e approvato dal Parlamento. I restanti 26 commissari sono nominati dagli Stati membri, in consultazione con il Presidente, e gli vengono assegnati i portafogli dal Presidente. Il Consiglio adotta quindi questo elenco di commissari designati. L'adozione da parte del Consiglio della Commissione non è un settore che richiede che la decisione sia unanime; la loro accettazione è arrivata secondo le regole per il voto a maggioranza qualificata. Il Parlamento europeo quindi intervista e esprime il proprio voto sui Commissari. Le interviste di singoli nominati sono condotte separatamente, in contrasto con il voto di approvazione del Parlamento che deve essere espresso sulla Commissione nel suo insieme senza la capacità di accettare o respingere singoli commissari. Una volta ottenuta l'approvazione dal Parlamento, i Commissari possono entrare in carica. L'attuale presidente, al secondo mandato, è Ursula von der Leyen (PPE); la sua commissione del secondo mandato è stata eletta nel 2024.

### Corte di giustizia dell'Unione europea
La Corte di giustizia dell'Unione europea (CGUE) è il ramo giudiziario dell'UE. È responsabile dell'interpretazione del diritto e dei trattati dell'UE. Comprende la camera principale: la Corte di giustizia, il Tribunale e il Tribunale della funzione pubblica.
La CGUE si trova a Lussemburgo. 

### Banca centrale europea

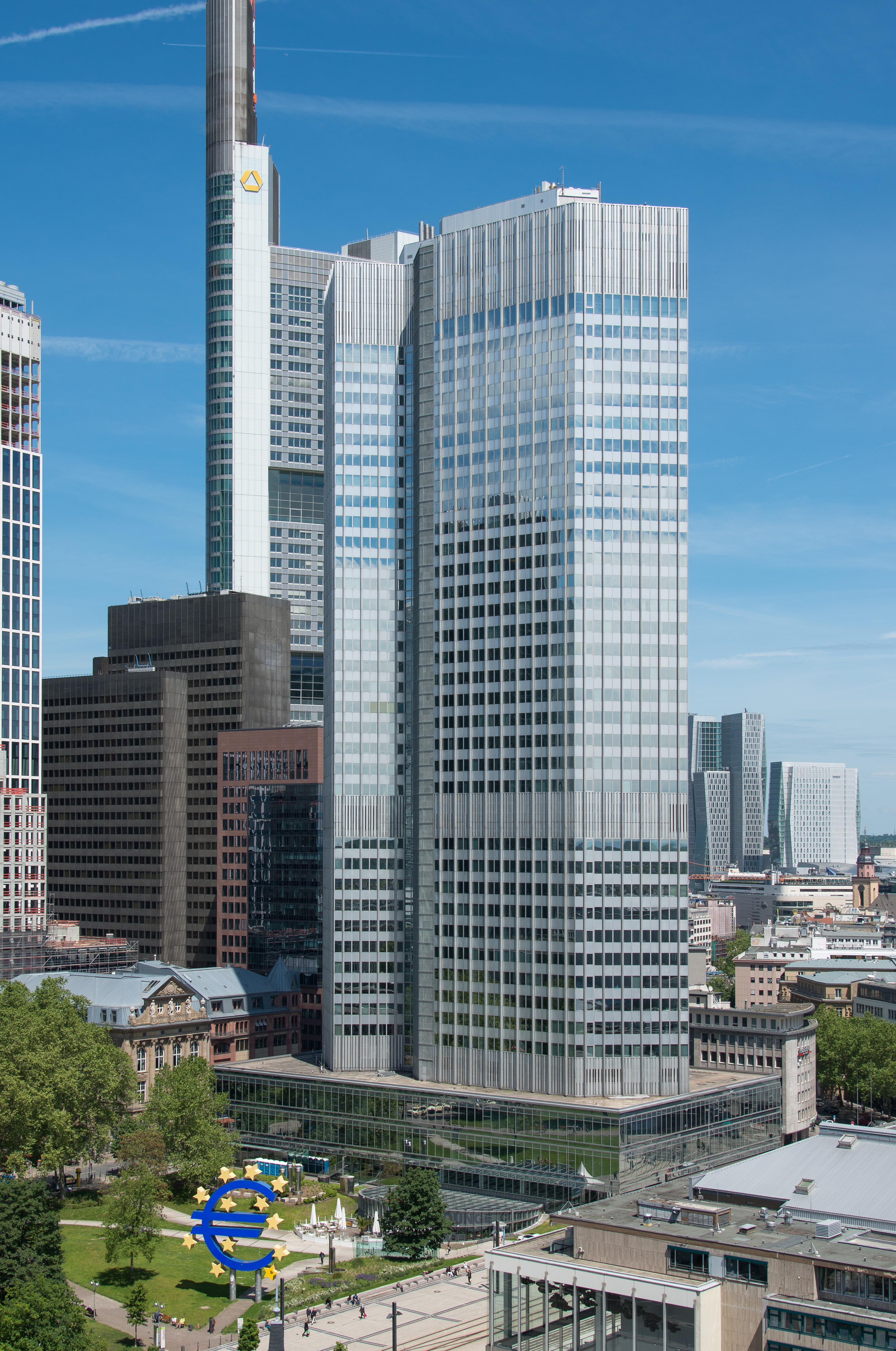
Sede centrale della Banca centrale europea fino al 2014

La Banca centrale europea (BCE) è la banca centrale della zona euro (gli Stati che hanno adottato l'euro) e quindi controlla la politica monetaria in quella zona con un'agenda per mantenere la stabilità dei prezzi. 
È al centro del Sistema europeo delle banche centrali che comprende tutte le banche nazionali dell'UE. La banca è governata da un consiglio dei governatori delle banche nazionali e da un presidente.
La BCE si trova a Francoforte sul Meno.
L'attuale presidente è Christine Lagarde.

### Corte dei conti europea
La Corte dei conti europea (CCE), nonostante il suo nome, non ha poteri giudiziari. Assicura che i fondi dei contribuenti provenienti dal bilancio dell'Unione europea siano stati spesi correttamente. Il tribunale fornisce una relazione di revisione contabile per ciascun esercizio finanziario al Consiglio e al Parlamento. Il Parlamento lo utilizza per decidere se approvare la gestione del bilancio da parte della Commissione. La Corte formula inoltre pareri e proposte sulla legislazione finanziaria e sulle azioni anti-frode.
La Corte dei conti è stata istituita nel 1975. È stato creato come istituzione indipendente a causa della delicatezza del problema della frode nell'Unione (l'agenzia anti-frode, OLAF, si basa anche sulla sua indipendenza). È composto da un membro di ciascuno stato nominato dal Consiglio ogni sei anni. Ogni tre anni viene eletto presidente della corte, attualmente Klaus-Heiner Lehne.

## Atti e procedure

La procedura di codecisione è più comune e implica che il Consiglio e il Parlamento esaminino congiuntamente le proposte di legge della Commissione

Esistono diversi tipi di legislazione che possono essere approvati. Il più forte è un regolamento, un atto o una legge che è direttamente applicabile nella sua interezza. Poi ci sono direttive che legano i membri a determinati obiettivi che devono raggiungere. Lo fanno attraverso le proprie leggi e quindi hanno spazio per manovrare nel decidere su di loro. Una decisione è uno strumento che è focalizzato su una particolare persona/gruppo ed è direttamente applicabile. Gli enti possono anche formulare raccomandazioni e pareri che sono semplicemente dichiarazioni non vincolanti.
La procedura legislativa ordinaria è utilizzata in quasi tutti i settori politici e fornisce un piano di parità tra i due organi. Secondo la procedura, la Commissione presenta una proposta al Parlamento e al Consiglio. Inviano quindi emendamenti al Consiglio che può adottare il testo con tali emendamenti o restituire una "posizione comune". Tale proposta può essere approvata o ulteriori emendamenti possono essere presentati dal Parlamento. Se il Consiglio non approva quelli, si forma un "Comitato di conciliazione". Il comitato è composto dai membri del Consiglio più un numero uguale di deputati che cercano di concordare una posizione comune. Una volta che una posizione è stata concordata, deve essere nuovamente approvata dal Parlamento a maggioranza assoluta. Esistono altre procedure speciali utilizzate in aree sensibili che riducono il potere del Parlamento.

## Confronti

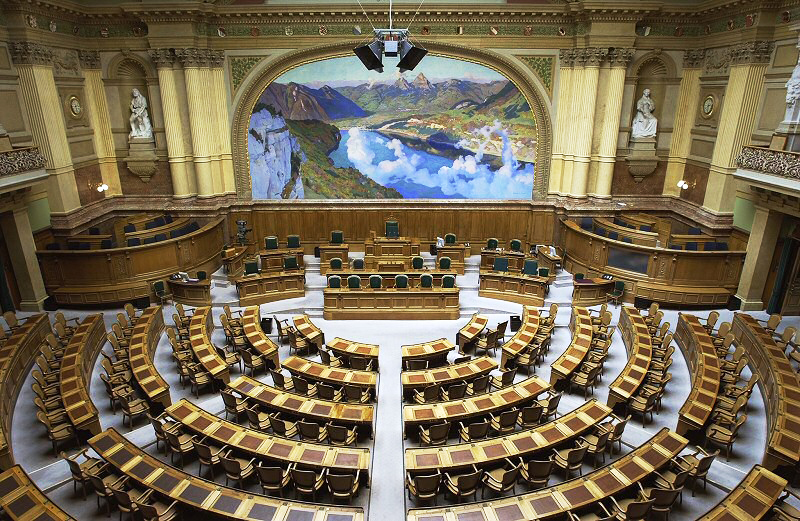
L'istituzione dell'UE somiglia al governo svizzero

Mentre il sistema di governance dell'UE è in gran parte unico, elementi possono essere confrontati con altri modelli. Un'osservazione generale sulla natura della distribuzione dei poteri sarebbe che l'UE assomigli al federalismo tedesco. Lì, i poteri sono prevalentemente condivisi (gli stati possono esercitare poteri federali laddove la federazione non li abbia già esercitati) tra i livelli di governo e gli stati partecipano fortemente al processo decisionale a livello federale. Ciò è in contrasto con altre federazioni, ad esempio gli Stati Uniti, dove i poteri sono chiaramente divisi tra i livelli di governo e gli stati hanno poco da dire nel processo decisionale federale.
La forma istituzionale dell'UE è in qualche modo simile a quella del governo svizzero (anche se non è uno stato membro dell'UE). Il sistema svizzero, basato sul consenso, risponde a uno stato diviso per lingua e religione. La Commissione europea ha somiglianze con il Consiglio federale svizzero in quanto entrambi hanno una rappresentanza a tutto tondo e sono nominati sulla base della nazionalità piuttosto che della popolarità. Il presidente del Consiglio federale ruota tra i suoi membri ogni anno, in modo simile a quello della presidenza del Consiglio dell'UE. A causa di questo sistema di presidenza, i leader svizzeri, come quelli dell'UE, sono relativamente sconosciuti e la politica nazionale è considerata tecnocratica, con conseguente scarsa affluenza alle urne, in modo simile a quello del Parlamento europeo. Altri parallelismi includono i poteri gelosamente custoditi degli Stati, il notevole livello di traduzione e la scelta di una città minore come capitale.

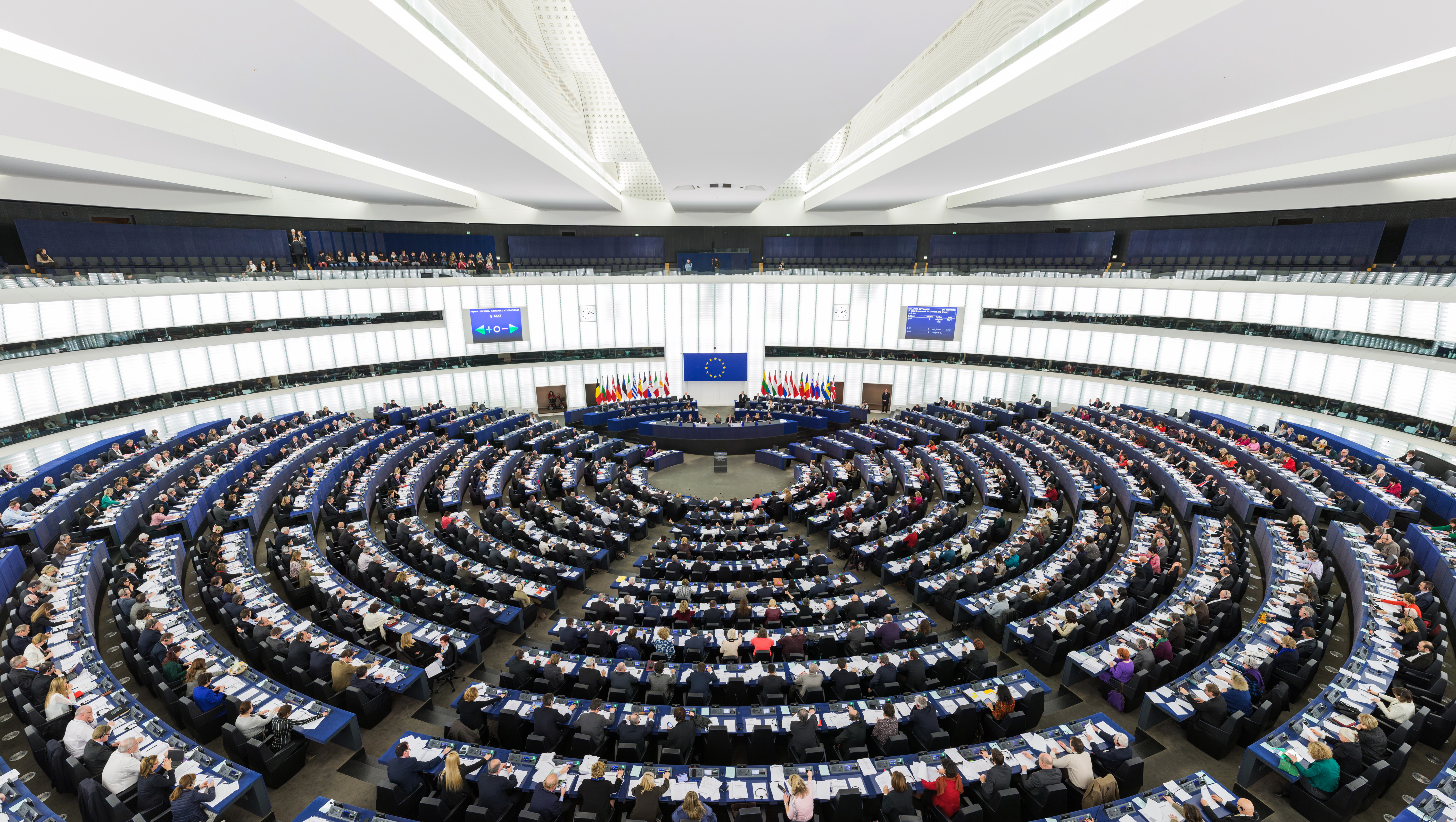
Il Parlamento europeo

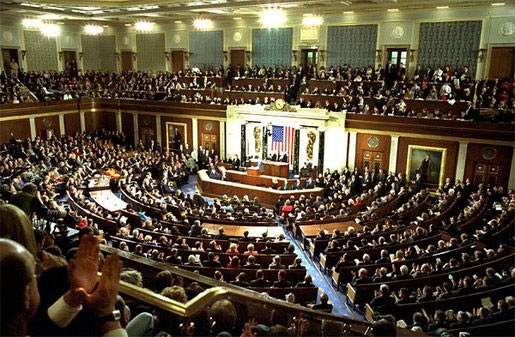
Il Parlamento europeo è meglio confrontato con la Camera dei rappresentanti degli Stati Uniti che con i parlamenti nazionali.

Inoltre, il potere esecutivo nell'UE non è concentrato in una singola istituzione. Diventa più chiaro ai sensi del trattato di Lisbona con la divisione del Consiglio europeo come istituzione distinta con un presidente fisso. Questa disposizione è stata paragonata al doppio sistema esecutivo trovato nella repubblica francese dove c'è un presidente (il presidente del Consiglio) e un primo ministro (il presidente della Commissione). Tuttavia, a differenza del modello francese, il Presidente del Consiglio non detiene poteri formali come la capacità di nominare e licenziare direttamente l'altro o la capacità di sciogliere il Parlamento. Pertanto, sebbene il Presidente del Consiglio possa avere prestigio, mancherebbe di potere e mentre il Presidente della Commissione avrebbe potere, mancherebbe il prestigio del primo.
La natura del Parlamento europeo è migliore rispetto alla Camera dei rappresentanti degli Stati Uniti che ai parlamenti nazionali dell'Unione europea. Ciò è notevole in termini di dimensioni e potere maggiori delle commissioni, i partiti politici sono molto decentralizzati e separati dal ramo esecutivo (la maggior parte dei governi nazionali opera sotto un sistema parlamentare ). Una differenza rispetto a tutti gli altri parlamenti è l'assenza di un'iniziativa legislativa parlamentare. Tuttavia, dato che nella maggior parte dei parlamenti nazionali le iniziative non sostenute dall'esecutivo raramente hanno successo, il valore di questa differenza è in discussione. Allo stesso modo, la sua indipendenza e potere significa che il Parlamento europeo ha un tasso di successo insolitamente alto per i suoi emendamenti rispetto ai parlamenti nazionali; 80% in media e 30% per proposte controverse.

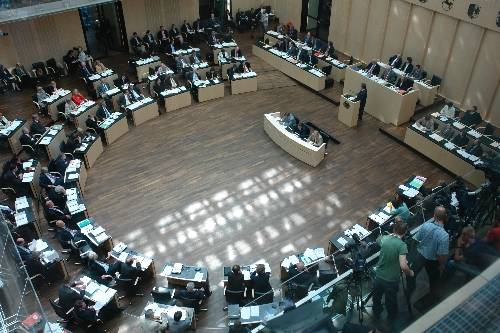
Il Consiglio e il Bundesrat tedesco sono entrambi composti da rappresentanti dei governi degli Stati

La composizione del consiglio non può che essere paragonata alla composizione piuttosto singolare e insolita della camera alta tedesca, il Bundesrat. L'adesione al Bundesrat è limitata ai membri dei governi degli stati tedeschi e può essere richiamata da tali governi nello stesso modo del Consiglio dell'UE. Mantengono il loro ruolo statale mentre siedono nel Bundesrat e se il loro mandato termina quando vengono richiamati dai loro governi statali (che sono i soli responsabili della loro nomina) o cessano di sedersi nel loro governo statale. Quindi anche loro non sono eletti allo stesso tempo e il corpo nel suo insieme non può essere sciolto come la maggior parte dei parlamenti. Come rappresentanti del governo, i membri non votano come singoli membri, ma in blocchi di stato, piuttosto che allineamento politico, alla linea concordata dai loro governi statali. Ogni stato ha poteri di voto disuguali basati sulla popolazione, con una maggioranza assoluta richiesta per le decisioni. Allo stesso modo, la presidenza ruota equamente tra i membri, sebbene ogni anno anziché ogni sei mesi come nel Consiglio dell'UE. Tuttavia, a differenza del Consiglio dell'UE, il Bundesrat non varia la sua composizione a seconda dell'argomento in discussione. Entrambi hanno critiche simili, a causa dell'interferenza dei dirigenti nel processo legislativo.

## Sedi
Le istituzioni non sono concentrate in un'unica capitale; invece, il loro quartier generale è distribuito in quattro città: Bruxelles, Lussemburgo, Strasburgo e Francoforte. L'attuale accordo è stato approvato nel 1992 e allegato al trattato di Amsterdam. Il trattato stabilisce che la Commissione e il Consiglio avrebbero sede a Bruxelles, i tribunali della città di Lussemburgo e il Parlamento a Strasburgo. Tuttavia, alcuni dipartimenti della Commissione e riunioni del Consiglio si svolgono nella città di Lussemburgo, mentre il Parlamento ha le sue commissioni e alcune sessioni a Bruxelles e il suo segretariato nella città di Lussemburgo. Delle nuove istituzioni, la Banca centrale ha sede a Francoforte, mentre il Consiglio europeo ha sede a Bruxelles (ma ha alcune riunioni straordinarie altrove).
L'accoglienza di istituzioni da parte di Bruxelles l'ha resa un centro importante per l'UE. Insieme alla NATO ha attratto più giornalisti e ambasciatori di Washington Tuttavia, l'accordo di tre città è stato criticato, in particolare per quanto riguarda il Parlamento, a causa dell'elevato numero di persone che si spostano tra le città. Il Partito Verde Europeo ha stimato che l'accordo costa 200 milioni di euro e 20.268 tonnellate di biossido di carbonio. Bruxelles è preferito da alcuni per la presenza di altre istituzioni e altri gruppi, mentre Strasburgo è sostenuta per la sua importanza storica per l'unità europea.